# Alexandre Nikolaïevitch Mordvinov
 (septembre 2009).
Si vous disposez d'ouvrages ou d'articles de référence ou si vous connaissez des sites web de qualité traitant du thème abordé ici, merci de compléter l'article en donnant les références utiles à sa vérifiabilité et en les liant à la section « Notes et références ».
Le comte Alexandre Nikolaïevitch Mordvinov, né en 1800, mort en 1858, fut un peintre amateur russe, à ne pas confondre avec Alexandre Alexandrovitch Mordvinov chambellan, maréchal de la noblesse de Saint-Pétersbourg du 27 janvier 1890 à 1891.

## Famille
Fils du comte Nikolaï Mordvinov et de Henriette Cobley, il est le petit-fils de l'amiral Nikolaï Semyonovitch Mordvinov.

### Mariage
Alexandre Nikolaïevitch Mordvinov épousa Alexandra Petrovna Tolstoï (1804-1890), (fille de Piotr Aleksandrovitch Tolstoï (1770-1844) et de Maria Alexeevna Golitsyne (1769-1826)).

## Biographie
Alexandre Nikolaïevitch Mordvinov étudia à l'École Voroviev à Moscou, maréchal de la noblesse de Saint-Pétersbourg il fut également un peintre amateur, il y eut une prédilection pour les paysages. Au cours de ses voyages, il reproduisit différentes villes situées en bordure de mer. En 1831, il fut admis à l'Académie impériale des Arts en qualité de membre honoraire.

## Quelques-unes de ses œuvres
- Vue du Grand Canal de Venise, le midi (1850)[1]
- Vue du Grand Canal de Venise le matin (1853) [2]
- L'Université de Tirana, Albanie [3]
- Camino costero con barca de Pescadores (1834) [4]